# Emil Hakl
Jan Beneš, más conocido por el seudónimo de Emil Hakl, (Praga, 25 de marzo de 1958) es un poeta y novelista checo. Reside en Praga, su ciudad natal.

## Biografía
Emil Hakl se graduó en el conservatorio Jaroslav Ježek de Praga.
Trabajó luego como mecánico en una gasolinera y como redactor en una agencia de publicidad en la década de 1990.
A finales de los 80 fue cofundador de «Moderní analfabet», asociación literaria informal, y posteriormente colaboró con el club literario «Literární a kulturní Klub 8».
En 2001 fue editor de la revista literaria Tvar.

## Obra
Hakl debutó en el mundo literario en 1991 con el volumen de versos Rozpojená slova —favorablemente acogido por la crítica—, y en 2000 publicó la colección Zkušební trylky z Marsu, después de lo cual abandonó la poesía para centrase en la ficción.
Su primera colección de relatos cortos, Konec světa (2001), expone precisas descripciones de diez situaciones concretas cuyo entorno son los pubs y las personas que allí se encuentran.
Le siguió Intimní schránka Sabriny Black (2002), texto de marcado carácter autobiográfico.
Su novela más conocida, De padres e hijos (O rodičích a dětech, 2002), es un diálogo entre padre e hijo de tintes trágicos y grotescos.
El foco de la narración es Honza Beneš, alter ego del autor, transcurriendo toda ella en una reducida zona de la capital checa a finales de los 90.
A diferencia de libros anteriores —que reflejan el mapa social de finales del siglo XX, permitiendo al lector identificarse con la experiencia colectiva—, De padres e hijos constituye una obra mucho más individual que gira en torno a los dos personajes centrales.
Esta novela, galardonada con el premio Magnesia Litera en 2003, ha sido traducida a doce idiomas distintos, entre ellos el español y fue llevada al cine por Vladimír Michálek en 2007.
Let Čarodějnice, novela publicada en 2008, es considerada una obra que refleja la búsqueda del sentido de la vida y en la que el autor logra plasmar una imagen original de nuestra época actual.
En 2010 Hakl escribió Pravidla směšného chování, libro que puede considerarse continuación de De padres e hijos y que recibió el premio Josef Škvorecký en el mismo año.
La obra está estructurada en tres partes: en la primera el narrador se enfrenta a su propio pasado realizando parapente con dos extraños, la segunda parte entraña la muerte del padre, y en la parte final el narrador se embarca en un viaje al delta del Danubio en un intento de descubrirse a sí mismo.
Su posterior trabajo Skutečná událost, publicado en 2013, fue de nuevo galardonado con el premio Magnesia Litera 2014.
Comprende tres parodias de personas que dedican su tiempo libre a jugar con el ordenador, a beber o a teñirse la barba, en un intento de dejar claro que incluso a sus cuarenta años pueden seguir siendo jóvenes.
Novela difícil de clasificar, puede considerarse una mezcla entre un «thriller» existencial y una novela de amor.
De 2014 es Hovězí kostky, conjunto de relatos organizados cronológicamente que tienen un narrador común.
La colección trata sobre los cambios que tuvieron lugar en un período de casi treinta años; cambios en torno al propio narrador pero también dentro de su interior.

## Estilo
Emil Hakl es considerado un continuador del legado de Bohumil Hrabal —en cuanto a su lenguaje poético, directo y expresivo— y cercano a su coetáneo Václav Kahuda.
De acuerdo al crítico literario Dalibor Malina «Hakl necesita poco para crear una atmósfera y crear personajes. Hakl significa algo dentro de la literatura checa».
En palabras del propio autor: 

Quiero que la gente encuentre mi trabajo más europeo que checo, pero no puedo negar lo específicamente checo en mi forma de escribir.

## Obras

### Novela
- Intimní schránka Sabriny Black (2002)
- De padres e hijos (O rodičích a dětech) (2002)
- Let čarodějnice (2008)
- Pravidla směšného chování (2010)
- Intimní schránka Sabriny Black (Final Cut) (2010) - edición completamente revisada de una anterior novela
- Skutečná událost (2013)

### Relatos
- Konec světa (2001)
- O létajících objektech (2004)
- Hovězí kostky (2014)

### Poesía
- Rozpojená slova (1991)
- Zkušební trylky z Marsu (2000)